# Octavus Roy Cohen
Pour les articles homonymes, voir Cohen.
Octavus Roy Cohen, né le 26 juin 1891 à Charleston, Caroline du Sud, et mort le 6 janvier 1959 à Los Angeles, Californie, est un dramaturge, un scénariste et auteur américain de roman policier.

## Biographie
Né de parents juifs, il fait des études supérieures à l’Université de Clemson. Après l’obtention de ses diplômes, il est brièvement ingénieur civil (1909-1910) et journaliste (1910-1913) pendant qu’il prépare son admission au Barreau de la Caroline du Sud. Il exerce ensuite le droit pendant deux ans avant de se consacrer entièrement à l’écriture à partir de 1915.
Auteur prolifique, il amorce sa carrière littéraire dès 1913 par la parution de nouvelles dans des magazines à grand tirage. Jusqu’à sa mort, il en publiera plus de quatre cent cinquante, dont certaines seront regroupées en recueils.  Appartenant pour l’essentiel au genre policier, elles décrivent souvent le milieu urbain des Noirs du Sud des États-Unis.  À ce titre, Octavus Roy Cohen est l’un des premiers auteurs américains à aborder la réalité des conflits internes de la communauté noire, bien qu’il use fréquemment de stéréotypes, de clichés et de lourds effets comiques associés aux erreurs de langage présumées de ce groupe racial. Près de cent nouvelles ont pour héros Florian Slappey, le « gentleman de couleur » de l’Alabama, toujours tiré à quatre épingles. Grand, mince et vif d'esprit, ce dandy, qui ne boit que de l’eau, se transforme à l’occasion en un redoutable détective amateur. Une vingtaine de nouvelles policières, se déroulant dans le milieu des Blancs, mais accusant toujours un mode comique, ont pour enquêteur Jim Hanvey, un obèse vulgaire et inculte, à tête bulbeuse dotée d’un triple menton, qui possède en dépit de son sale caractère un indéniable flair de limier.
La carrière de romancier de Cohen commence en 1917 avec The Other Woman, un roman policier écrit en collaboration avec J. U. Giesy, qui est en fait une version allongée d’une nouvelle paru en 1915. C'est son second roman, The Crimson Alibi (1919), qu’il écrit seul, qui lui apporte la notoriété, tout comme l’adaptation scénique qu’il en tire la même année et qui obtient un gros succès. Y apparaît le petit détective privé David Carroll, au visage de jeune poupin, en dépit de ses quelque trente ans, qui réapparaît dans trois autres romans. Whodunits de facture classique, ces œuvres, aux énigmes assez lâches et souvent mâtinées d’intrigues sentimentales, se déroulent la plupart du temps dans les sphères snobs et sophistiquées de la haute bourgeoisie américaine. 
Il a également donné une bonne douzaine de romans non policiers, quelques pièces de théâtre et plusieurs scénarios de courts-métrages muets. Certains de ses romans et nouvelles ont été adaptés au cinéma.

## Œuvre

### Romans

#### SérieDavid Carroll
- The Crimson Alibi (1919)
- Gray Dusk (1920), version allongée de la nouvelle du même titre
- Six Seconds of Darkness (1921)
- Midnight (1922)

#### SérieJim Hanvey
- The May Day Mystery (1929)
- The Backstage Mystery  ou Curtain at Eight (1930)
- Star of Earth (1932)

#### SérieMax Gold
- Danger in Paradise (1945) Publié en français sous le titre Danger au paradis, Paris, Oris, coll. Le Corbeau no 22, 1947
- Love Has No Alibi (1946) Publié en français sous le titre L’amour n’a pas d’alibi, Paris, Oris, coll. Le Corbeau no 25, 1947
- Don’t Ever Love Me (1947)

#### SérieLieutenant Marty Walsh
- My Love Wears Black (1948) Publié en français sous le titre Mon amour de noir vêtue, Paris, Éditions de la Paix, coll. Police judiciaire no 15, 1949
- More Beautiful Than Murder (1948)
- A Bullet for My Love (1950)

#### SérieEpic Peters
- Epic Peters, Pullman Porter (1930)
- Transient Lady (1934)

#### Autres romans policiers
- The Other Woman (1917), en collaboration avec J. U. Giesy, ce roman est une version allongée d'une nouvelle homonyme parue en 1915
- The Iron Chalice (1925)
- The Outer Gate (1927)
- Child of  Evil (1936)
- I Love You Again  ou There’s Always Time to Die (1937) Publié en français sous le titre C’est encore vous que j’aime, Montréal, Éditions Modernes, coll. Petit format no 145, 1949
- East of Broadway (1938)
- Strange Honeymoon (1939)
- Romance in Crimson  ou Murder in Season (1940)
- Lady in Armor (1941)
- Sound of Revelry (1943) Publié en français sous le titre Une balle termine le swing, Paris, Oris, coll. Le Corbeau no 23, 1947
- Romance in the First Degree (1944)
- Dangerous Lady (1946) Publié en français sous le titre Une femme dangereuse, Paris, Librairie des Champs-Élysées, Le Masque no 439, 1955
- The Corpse That Walked (1951)
- Lost Lady (1951)
- Love Can Be Dangerous ou The Intruder (1955)

#### Autres romans non-policiers
- Polished Ebony (1919)
- Sunclouds (1924)
- The Other Tomorrow (1927), adapté au cinéma dans le film du même titre réalisé par Lloyd Bacon en 1930
- The Light Shines Through (1928)
- Spring Tide (1928)
- The Valley of Olympus (1929)
- Lilies of the Alley (1931)
- Scarlet Woman (1934)
- Back to Nature (1935)
- With Benefit of Clergy (1935)
- Kid Tinsel (1941)
- Borrasca (1953)

#### Novelisation
- The Townsend Murder Mystery (1933), novelisation d’une pièce radiophonique

### Nouvelles

#### Recueil de nouvelles de la sérieFlorian Slappey
- Come Seven (1920), contient plusieurs nouvelles avec Florian Slappey
- Florian Slappey Goes Abroad (1928)
- Carbon Copies (1932), contient quelques nouvelles avec Florian Slappey
- Florian Slappey (1938)

#### Recueils de nouvelles de la sérieJim Hanvey
- Jim Hanvey, Detective (1923)
- Detours (1927), contient des nouvelles avec Jim Hanvey
- Scrambled Yeggs (1934)

#### Autres recueils de nouvelles
- Highly Colored (1921)
- Assorted Chocolates (1922)
- Dark Days and White Knights (1923)
- Bigger and Blacker (1925)
- Black and Blue (1926)
- Cameos (1931)

#### Nouvelle isolée de la sérieDavid Carroll
- Gray Dusk (1919)

#### Nouvelles isolées de la sérieFlorian Slappey
- Pool and Genuwine (1919)
- The Amateur Hero (1919)
- Tempus Fugits (1919)
- Backfire (1919)
- Then Fight That Failed (1919)
- Auto-Intoxication (1919)
- All’s Swell That Ends Swell (1919)
- Mistuh Macbeth (1920)
- Noblesse Obliged (1920)
- Bird of Pray (1920)
- H2O Boy! (1921)
- The Evil Lie (1921)
- Chocolate Grudge (1921)
- Music Hath Charms (1921)
- The Widow’s Bit (1922)
- Presto Change! (1922)
- Focus Pokus (1922)
- His Bitter Half (1923)
- The Lady Fare (1924)
- Double Double (1924)
- The Bathing Booty (1924)
- A Little Child (1924)
- Inside Inflammation (1924)
- The Framing of the Shrew (1924)
- Blackmale (1925)
- Damaged Good (1925)
- Jazz You Like It (1925)
- A Bounce of Prevention (1925)
- Marcy, Monsieur! (1926)
- The Bay of Naples (1926)
- Horns Aplenty (1926)
- Trés Sheik (1926)
- Low But Sure (1926)
- Ham and Exit (1926)
- Mate in America (1927)
- Stew’s Company (1927)
- Sell Shock (1927)
- Insufficient Fun (1927)
- The Trained Flee (1927)
- Seventh ’Leven (1927)
- Honestly It’s the Best Policy (1928)
- The Sprinting Press (1928)
- Money for Sooth (1928)
- Black Beauty (1928)
- A Toot for a Toot (1928)
- Brooch of Contract (1928)
- Meddle Play (1928)
- After the Football Was Over (1929)
- Dark and Dreary (1929)
- The Day of Daze (1929)
- The Permanent Waive (1929)
- The Slappeyan Way (1929)
- Cut and Dried (1929)
- Sizzling Sadie (1929)
- 5000 Feet Make One Smile (1930)
- The Party of the Worst Part (1930)
- The Loan Wolf (1930)
- Vanity’s Fare (1930)
- Custard’s Last Stand (1930)
- Step Brothers (1930)
- Two for One (1930)
- Among Those Presents (1931)
- Fly Paper (1931)
- Snakes Alive (1931)
- Wedding Bills (1931)
- Hoodoo and Who Don’t (1931)
- Silk and Satan (1931)
- Rolling Bones (1932)
- Net Profits (1932)
- Mardi Gratis (1932)
- Auto Motive (1933)
- Deft and Dumb (1933)
- Daylight Slaving (1933)
- The Muchright Man (1934), Slappey n'est que mentionné dans cette nouvelle où paraissent des personnages que le héros a déjà côtoyés
- Fast Blacks (1934)
- Sauce for the Dander (1935)
- A Lie for a Lie (1935)
- Way Up North in Dixie (1936)
- Personal Appearance (1936)
- The Fatted Half (1937)
- The Mystery of the Missing Wash (1938)
- The Malady Lingers On (1938)
- Alter Ego (1939)
- Two-Gun Slappey Rides Again (1939)
- Slappey-Go-Lucky (1940)
- A Grapple a Day (1941)
- Slappey Days Are Here Again (1944)
- Ultra Violent (1945) Publié en français sous le titre Noirs Desseins, Paris, Opta, Mystère magazine no 5, mai 1948
- Profit Without Honor (1945)
- Florian Slappey—Private Eye (1950)

#### Nouvelles isolées de la sérieAvocat Chew
Note : L’avocat Chew est un personnage qui apparaît souvent dans les nouvelles de Florian Slappey
- Poppy Passes (1919)
- Not Wisely But Too Well (1919)
- The Quicker the Dead (1919)
- Here Comes the Bribe (1920)
- Bass Ingratitude (1924)
- Barberous (1925)
- On with the Lance (1925)
- The Claws in the Contract (1926)

#### Nouvelles isolées de la sérieJim Hanvey
- Fish Eyes (1922)
- Homespun Silk (1922)
- Common Stock (1922)
- Helen of Troy, N.Y. (1922)
- The Law and the Profits (1923)
- The Birth of a Notion (1923)
- Pink Bait (1923)
- The Knight’s Gambit (1923)
- Caveat Emptor (1923)
- Buyer’s Risk (1924)
- Free and Easy (1926) Publié en français sous le titre Comme sur des roulettes, Paris, Opta, Mystère magazine no 7, juillet 1948
- Detective Hanvey Pays a Midnight Call (1926)
- Jim Hanvey Intervenes (1926) Publié en français sous le titre Jim Hanvey intervient, Paris, Fayard, Le Saint détective magazine no 14, avril 1956
- The Frame-Up (1928) Publié en français sous le titre Pris au piège, Paris, Fayard, Le Saint détective magazine no 48, février 1959
- As the Twig Is Bent (1928 )
- In the Bag (1931)
- Scrambled Yeggs (1931)
- A Gentleman for a Night (1931) Publié en français sous le titre Un soir dans le monde, Paris, Fayard, Le Saint détective magazine no 21, novembre 1956
- A Diamond Setting (1932)
- Cold Cash (1932)
- High Seize (1934)
- Magnificent Liar (1934) Publié en français sous le titre Sur la mauvaise voie, Paris, Fayard, Le Saint détective magazine no 57, novembre 1959
- Double Jeopardy (1957), nouvelle posthume Publié en français sous le titre Péril double, Paris, Fayard, Le Saint détective magazine no 50, avril 1959

#### Nouvelles de la sérieMax Gold
- Danger in Paradise (1944)
- Don’t Ever Love Me (1946)

#### Nouvelles de la sérieLieutenant Marty Walsh
- My Love Wears Black (1947)
- More Beautiful Than Murder (1948)
- A Bullet for My Love (1949)
- Let Me Kill You Sweetheart (1953)
- The Bridal-Night Murder (1956)

#### Nouvelles de la sérieEpic Peters
- Traveling Suspenses (1924)
- Transportation Only (1924)
- The Epic Cure (1924)
- The Porter Missing Men (1927)
- Bearly Possible (1928)

#### Nouvelles isolées
- Fifty to One (1913)
- The Charity Overcoat (1913)
- The Turn of the Tide (1914)
- The Girl Who Didn’t Care (1914)
- On the Rebound (1914)
- Bonehead Jenks (1914)
- The Crab (1914)
- A Heart in Mask (1914)
- The Heart of the Shadow (1914)
- The Queen’s Mandate (1914)
- The Way of Least Resistance (1914)
- A Spectre from the Past (1914)
- The Net (1914)
- Isles of the Purple Drift (1914)
- Crossing the Signals (1914)
- Cross Currents (1914)
- The Matrimonial Motor (1914)
- Connor’s Squeeze Play (1914)
- The Other Man (1914)
- Honors of War (1914)
- The Cleverest Man (1914)
- If (1914)
- The Jailbird (1914)
- The Rat (1914)
- For Love of Sheila (1914)
- The Gentleman (1914)
- The Master Spy (1914)
- “Unto Others” (1914)
- The Iron Man (1915)
- The Long Straw (1915)
- The Bone of Contention (1915)
- Backgrounds (1915)
- The Indian Sign (1915)
- Tentacles (1915)
- Advantage In (1915)
- The Infernal Triangle (1915)
- Plus (1915)
- The Greater Love (1915)
- The Rack (1915)
- Red Tape (1915)
- The Good Little Man (1915)
- Jinx Insurance (1915)
- The Other Woman (1915)
- Common Sense (1915)
- Iron (1915)
- The Man of Ice (1915), en collaboration avec Manning J. Rubin
- The Negative Quantity (1915)
- The Occult Ring (1915)
- “Register Love!” (1915)
- His Fatal Beauty (1915)
- Mighty Good Pals (1915)
- A Plunge into Bohemia (1915)
- The Clown (1915)
- “He Understood Wimmin” (1915)
- At the Winning Line (1915)
- Free Love (1915)
- The Finger of Suspicion (1915)
- Knockout Nolan (1915)
- The Road of Doubt (1915)
- The Brute (1915)
- Love Law (1915)
- Guess Again (1916)
- The Crookedness of Magruder (1916)
- Nothing But the Truth (1916), en collaboration avec J. U. Giesy
- Young Romance (1916)
- The Voice in the Night (1916)
- Wickedness! (1916)
- Jum-Jums (1916), en collaboration avec Manning J. Rubin
- The Pest (1916)
- Thoroughly Feminine (1916)
- The Siren (1916)
- The Acid Test (1916), en collaboration avec Manning J. Rubin
- The Bigger Thing (1916)
- Faint Heart and Fair Lady (1916)
- Confidence (1916)
- The Treasure on Carejas (1916)
- Double Play (1916)
- According to Orders (1916)
- The Lady in the Case (1916)
- The Capture (1916)
- Solid Ivory (1916)
- Three’s a Crowd (1916)
- Woman Proposes (1916)
- The Reckless Age (1916), en collaboration avec  J. U. Giesy
- Fame and Fortune (1916)
- The Runt (1916)
- Mary and the Misanthrope (1916)
- One Queen and a Pair of Kings (1916)
- The Pep Destroyer (1916)
- In the Face of Defeat (1916)
- Absolution (1916)
- The Perfect Victory (1916)
- To Escape (1916)
- The Poor Working-Girl (1916)
- Comedy (1916)
- The Pearl Necklace (1916)
- Just to Be Human! (1916)
- The Matrimaniac (1916), en collaboration avec J. U. Giesy
- The Crucial Test (1916)
- The Parasite (1916)
- Adventure (1917)
- Cinderella of the Two-a-Day (1917)
- The Man Behind the Gun (1917)
- Flowering Genius (1917)
- The Inevitable Conclusion (1917)
- Mixed Quartette, or, Love Behind the Footlights (1917)
- The Crack of the Whip (1917)
- “Thanks for Your Kind Applause” (1917)
- Its Own Reward (1917)
- Partners (1917)
- To the Unknown (1917)
- The Double-column Courtship (1917)
- The Innocent Bystander (1917)
- The Avenger (1917)
- Pro Patria (1917), en collaboration avec Eric Levison
- Safety Last (1917)
- His Guardian Angel (1917), en collaboration avec Eric Levison
- The House in the Mist (1917), en collaboration avec J. U. Giesy
- A Question of Gameness (1917)
- The Carmody Cup (1917)
- “Thou Shalt Not Squeal” (1917), en collaboration avec J. U. Giesy
- The Shadow of Doubt (1917)
- Turning the Tables (1917)
- The Spider and the Flies (1917)
- A Raise of Salary (1917)
- The Professional Affinity (1917)
- The Grub Steak (1917)
- The Will to Power (1917), en collaboration avec Eric Levison
- Fair Play (1917)
- The Dub (1917)
- The Sport of Kings—and Queens (1917)
- Two Cents’ Worth of Humaneness (1917)
- Good Night! (1918)
- Moon Mad (1918)
- So This Is Cedarhurst! (1918)
- Troubled Waters (1918)
- Mister Vampire (1918)
- Sour Sugar (1918)
- Art for Eat’s Sake (1918)
- The Twenty-First of May (1918)
- The Triple Cross (1918), en collaboration avec J. U. Giesy
- The Morning After (1918)
- One Crook Too Many (1918)
- The Light of Understanding (1918)
- The Mutual Wife (1918)
- Mind Over Matter (1918)
- The Seldom Kid (1918)
- The Comedian (1918)
- Straight Sets (1918)
- Rosabel—Kidnaper (1918)
- The Stroke of an Oar (1918)
- The End of the Trail (1918)
- The Road to the Front (1918)
- Greek and Greek (1918)
- Quick Curtain (1918)
- A Pair of Sir Galahads (1918), en collaboration avec J. U. Giesy
- The Missing Clink (1918)
- Off the Griddle (1918)
- Bucking Up Rupert (1918)
- Mum’s the Word (1918)
- The Prettiest Girl in the City (1918)
- The Conquest of Cora (1918)
- A Successful Failure (1919)
- The House of Silence (1919)
- Forbidden Fruit (1919)
- He Wondered Why (1919)
- Second Choice (1919)
- A House Divided (1919)
- All That Glitters (1919)
- Painless Extraction (1919)
- Without Benefit of Virgie (1919)
- The Unsuspecting Suspects (1919), en collaboration avec J. U. Giesy
- Alley Money (1919)
- The Baboon’s Sister (1919)
- Twinkle, Twinkle, Movie Star (1919)
- The Trump Card (1919)
- Soul of the Fiddle (1919)
- The Light Bombastic Toe (1919)
- A June-Time Cavalier (1919)
- Vampire Stuff (1919)
- Cock-A-Doodle-Doo! (1919)
- The Fourth Dimension (1919)
- The Survival of the Fattest (1919)
- The Red Shock (1919)
- The National Bird (1920), en collaboration avec Eric Levison
- The Ultima Fool (1920)
- The Night-Blooming Serious (1920)
- Gravey (1920)
- The Last Inning (1920)
- Rough Stuff (1920)
- The Tee That Binds (1921)
- Oft in the Silly Night (1921)
- The End of the Rainbow (1921)
- Follow Through (1921)
- Tenementality (1921)
- Reaction (1921)
- The Buzzard (1922)
- The Scarlet Wraith (1922)
- 99% Pure (ss) Telling Tales Aug 1922
- Then There Were Nine (1922)
- The Bent Twig (1922)
- One Half Dozen Raw (1922)
- To Have and Toe Hold (1922)
- The Melancholy Dame (1922)
- A Comedy of Terrors (1922), en collaboration avec J. U. Giesy
- Tragedy (1922)
- Far Better Than Worse (1923)
- The Pay-Off (1923)
- Swampshade (1923)
- Plain Black on White (1923)
- A Pound of Cure (1923)
- The Late Lamented (1923)
- The Wild and Wooly Vest (1923)
- The Berth of Hope (1924)
- Ride ’Em and Weep (1924)
- The Question Mark (1924)
- Trunk and Disorderly (1924)
- The Carmondy Cup (1924)
- Every Little Movie (1924)
- Interlude (1924)
- White Lights and Amber (1924)
- The Lion and the Uniform (1925)
- The Case Ace (1925)
- Write and Wrong (1925)
- Miss Directed (1925)
- Blue Steel (1925)
- To Love and to Honor (1925)
- Black Max (1925)
- Plumes and Sable (1925)
- A Lass and a Lack (1925)
- The Last White Line (1925)
- Endurance Vile (1925)
- Journey’s End (1926)
- Skin and Groans (1926)
- Two Pairs-Joker Wild (1926)
- The Call of the Riled (1926)
- Cash and Carrie (1926)
- Measure for Pleasure (1926)
- Halfwit (1926)
- The Light Shines Through (1926)
- Battle Scared (1926)
- Neapolitan Scream (1926)
- The Battle of Sedan (1926)
- A Story Without Drama (1926)
- Roller Coaster (1926)
- Awakening (1927)
- Between Halves (1927)
- The Hustler (1927)
- Crude Interest (1927)
- The Constant Light (1927)
- The Pull by the Horns (1927)
- The Feud in Hell’s Kitchen (1927)
- The Iron Heritage (1927)
- The Day of Sorrow (1927)
- Blah! Blah! Black Sheep (1927)
- Idles of the King (1927)
- Airs and Assigns (1927)
- Hearts and Glowers (1927)
- His Name in Lights (1927)
- Double or Nothing (1927)
- Less Majesty (1927)
- Shadows on the Moon (1928)
- The Wild Man (1928)
- Silver Fox (1928)
- Requital (1928)
- Marriage Limited (1928)
- Ball One - Strike One (1928)
- Man-Eater (1928)
- The New Deal (1928)
- Cabaret (1928)
- Violent Ray (1928)
- White Gold (1929)
- Haven (1929)
- Congealed Weapons (1929)
- Five Aces and a Kicker (1929)
- Up from the Roof (1929)
- The Leased of These (1929)
- The Fifty-Cent Peace (1929)
- Rough Passage (1929)
- Marco Himself (1929)
- 10,000 Pictures Can’t Be Wrong (1929)
- The End of the Circle (1929)
- Sunrise (1930)
- Troupers (1930)
- Picture Framed (1930)
- Comin’ Through the Sky (1930)
- Supe & Fish (1930)
- The Diamond Cleek (1930)
- Nuts and Reasons (1930)
- Bout Face (1930)
- Cross and Double-Cross (1930)
- Assault and Battery (1930)
- The Woman Plays (1930)
- Ball and Jane (1930)
- Ten and Out (1931)
- Lemon Aid (1930)
- Fish and Tackle (1931)
- Not on the Menu! (1931)
- The Hollywood Bridal-Night Murder (1931) Publié en français sous le titre Nuit de noces, Paris, Fayard, Le Saint détective magazine no 34, décembre 1957
- According to Customs (1932)
- Nevermore (1932)
- Double Sixes (1932)
- Night Howls (1932)
- The Knight’s Errand (1932)
- Hearts and Clubs (1932)
- The Whites of Their Lies (1932)
- The Wrong Man (1932)
- Grandstand Stuff (1932)
- A Stitch in Time (1932)
- Last Hurdle (1933)
- A Night and a Lady (1934)
- Too Many Crooks (1934)
- Tough Guy (1934)
- Alibi and the Forty Thieves (1934)
- With This Ring (1934)
- Love in Storage (1934)
- Ringing the Changes (1934)
- Wife in Fame Only (1935)
- Lone Hand (1935)
- There’s Always a Next Time (1935)
- Nearly Beloved (1935)
- The Tragic Affair at the Inn (1935)
- Willie the Wisp (1935)
- Words and Music (1936)
- A Lady May Kiss (1936)
- Accent on You! (1936)
- Timid Man’s Test (1937)
- Blondy (1937)
- The Fist Shall Be Last (1937),
- Scars Fell on Alabama (1937)
- Birthday (1937)
- The Wrong Thing (1938)
- Escape (1938)
- A Very Smart Wife (1938)
- Honeymoon (1938)
- Buck Warren’s Son (1939)
- Letters from Yesterday (1939)
- Nocturne in Blue (1939)
- You Can’t Help Love (1940)
- Spring Training (1940)
- Light in the Window (1940) Publié en français sous le titre Dans la poche, Paris, Opta, Mystère magazine no 56, septembre 1952
- More Than This Life (1941)
- Information Flees (1941)
- Divided by Two (1941)
- Masquerade in Miami (1942)
- Horse and Buggy Daze (1942)
- Lady in Uniform (1942)
- Two Beers (1942)
- Black Booty (1943)
- Ten Per Cent of Something (1943)
- Melody in 4-F (1944)
- The Wild Man of Birmingham (1945)
- Black Max (1948) Publié en français sous le titre L’Implacable Max, Paris, Opta, Mystère magazine no 42, juillet 1951
- The Two Silly, Sensible People (1949)
- ’Til We Love Again (1949)
- Anniversary (1949)
- Where There’s Smoke (1949)
- Mind Over Muscle (1950)
- Dead Reckoning (1950)
- Bachelor Husband (1951)
- I’ll Never Marry a Cop (1951)
- Never Too Late (1951)
- Love Can Be Horrible (1951)
- Challenge Accepted (1952)
- Always Trust a Cop (1952) Publié en français sous le titre Avoir un bon copain, Paris, Opta, Mystère magazine no 75, avril 1954
- The Party Began with Murder (1952)
- The Question Mark (1953) Publié en français sous le titre Le Point d’interrogation, Paris, Fayard, Le Saint détective magazine no 4, juin 1955
- Let Me Kill You Sweethheart (1953) Publié en français sous le titre Laisse-moi te tuer, chérie, Paris, Fayard, Le Saint détective magazine no 36, février 1958
- Report from the Dean (1954)
- The Midway Murder (1954) Publié en français sous le titre Meurtre à la foire, Paris, Fayard, Le Saint détective magazine no 2, avril 1955
- Sweet Music and Murder (1955) Publié en français sous le titre Musique douce, Paris, Fayard, Le Saint détective magazine no 8, octobre 1955
- The Buzzard (1958), nouvelle posthume Publié en français sous le titre Le Vautour, Paris, Fayard, Le Saint détective magazine no 44, octobre 1958

### Théâtre
- The Crimson Alibi (1919), adaptation à la scène du roman homonyme
- The Scourge (1920)
- Shadows (1920)
- Every Saturday Night (1921)
- Come Seven (1927), adaptation à la scène du roman homonyme
- The Melancholy Dane (1927)
- Alias Mrs. Roberts (1920)

## Sources
- Jacques Baudou et Jean-Jacques Schleret, Le Vrai Visage du Masque, vol. 1, Paris, Futuropolis, 1984, 476 p. (OCLC 311506692), p. 125-126.
- Claude Mesplède (dir.), Dictionnaire des littératures policières, vol. 1 : A - I, Nantes, Joseph K, coll. « Temps noir », 2007, 1054 p. (ISBN 978-2-910686-44-4, OCLC 315873251), p. 449.
- (en) John M. Reilly (Ed.), Twentieth-century crime and mystery writers, New York, St. Martin's Press, coll. « Twentieth-century writers of the English language », 1982 (réimpr. 1991), 2e éd., 1568 p. (ISBN 978-0-312-82417-4, OCLC 6688156), p. 177-178.